# Osztrák női labdarúgó-válogatott
Az osztrák női labdarúgó-válogatott képviseli Ausztriát a nemzetközi női labdarúgó eseményeken. A csapatot az Osztrák labdarúgó-szövetség szervezi és irányítja. Az osztrák női-válogatott szövetségi kapitánya Dominik Thalhammer.
Az osztrák női nemzeti csapat még egyszer sem kvalifikálta magát a világbajnokságra és az olimpiai játékokra.
2017-ben bejutott a Hollandiában rendezett Európa-bajnokságra és az elődöntőig menetelt a csapat.

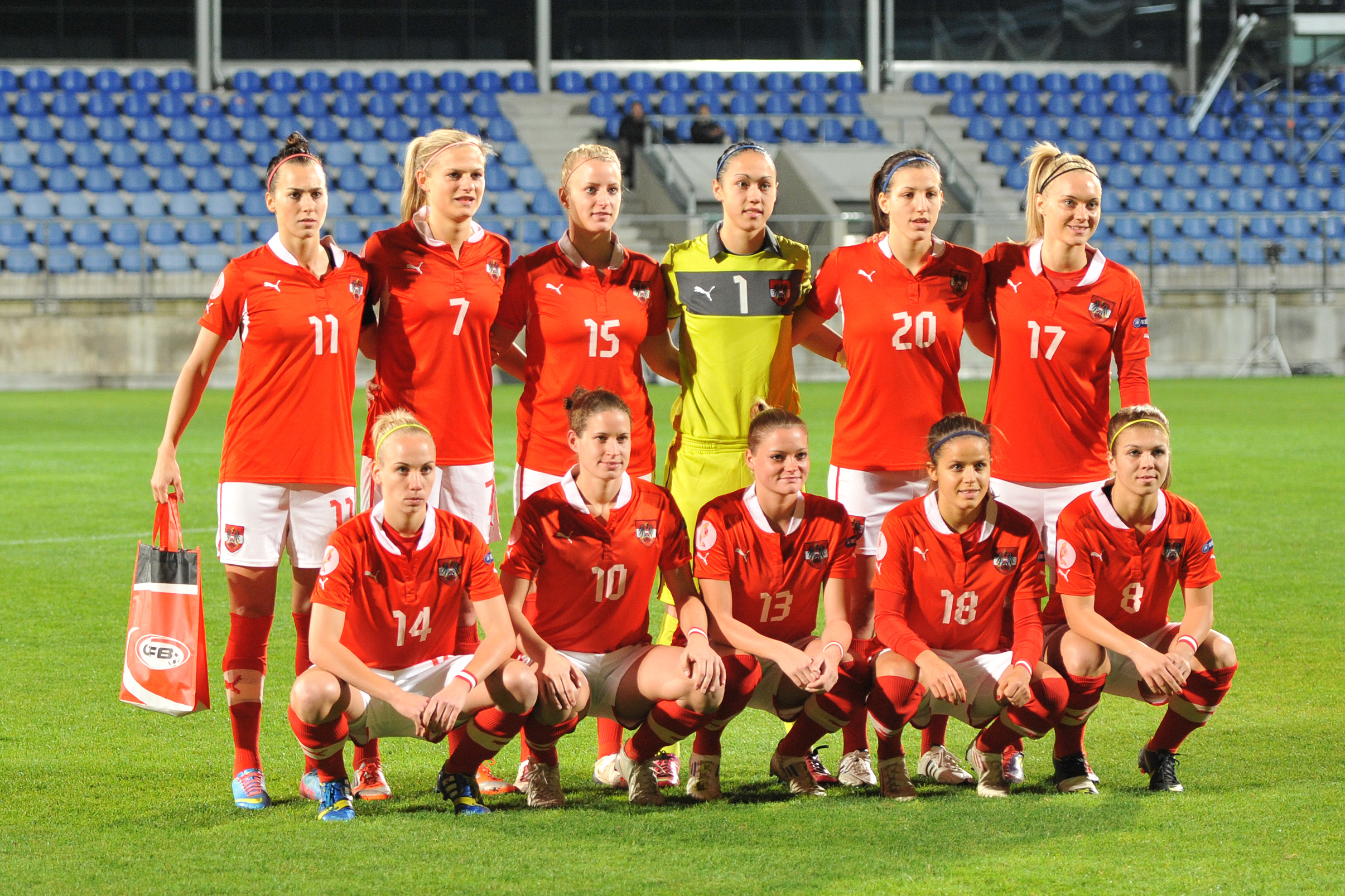
A válogatott 2013-ban a Franciaország elleni vb-selejtező mérkőzésen.
Felső sor, balról: Viktoria Schnaderbeck, Carina Wenninger, Virginia Kirchberger, Manuela Zinsberger, Lisa Makas, Sarah Puntigam.
Alsó sor, balról: Heike Manhart, Nina Burger, Verena Aschauer, Laura Feiersinger, Nadine Prohaska.

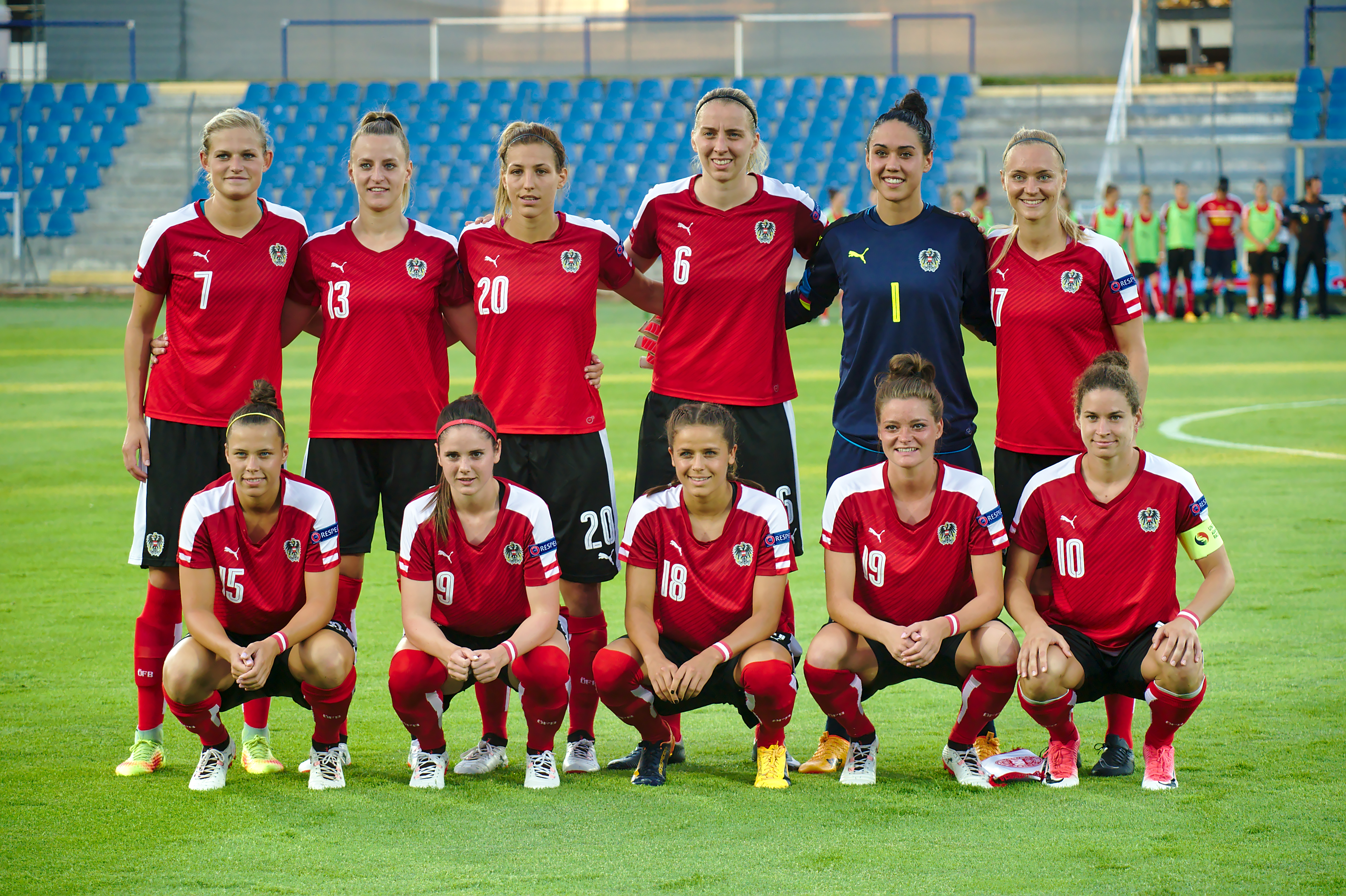
Az osztrák válogatott 2017. július 6-án Dánia ellen.
Felső sor, balról: Carina Wenninger, Virginia Kirchberger, Lisa Makas, Katharina Schiechtl, Manuela Zinsberger, Sarah Puntigam.
Alsó sor, balról: Nicole Billa, Sarah Zadrazil, Laura Feiersinger, Verena Aschauer, Nina Burger.

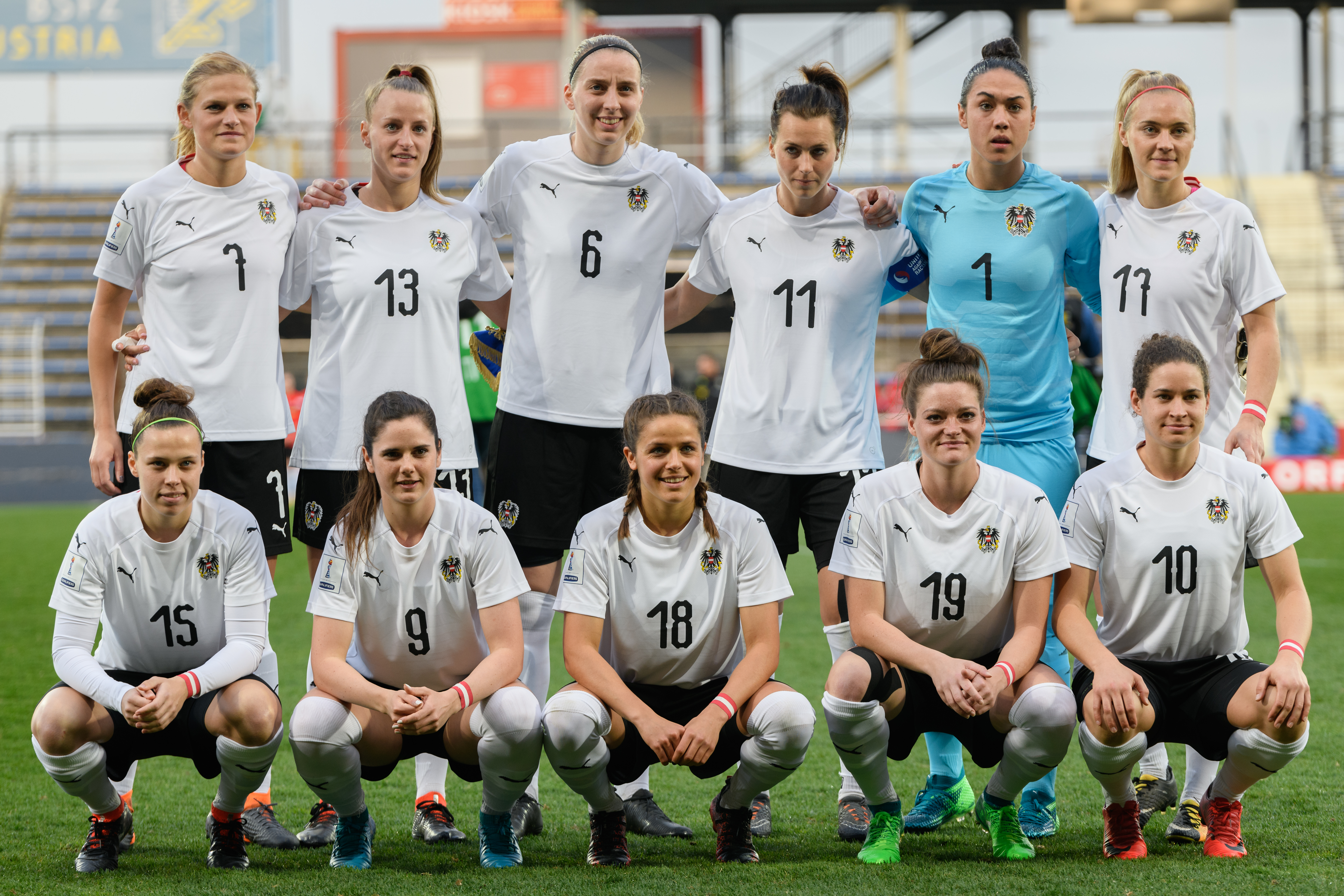
2018. április 5-én Szerbia válogatottja ellen.
Felső sor, balról: Carina Wenninger, Virginia Kirchberger, Katharina Schiechtl, Viktoria Schnaderbeck, Manuela Zinsberger, Sarah Puntigam.
Alsó sor, balról: Nicole Billa, Sarah Zadrazil, Laura Feiersinger, Verena Aschauer, Nina Burger.

## Nemzetközi eredmények

### Világbajnoki szereplés
| Év       | Helyszín             | Eredmény      | Hely | M | Gy | D | V | Rg | Kg | Gk | P |
| -------- | -------------------- | ------------- | ---- | - | -- | - | - | -- | -- | -- | - |
| 1991     | Kína                 | nem indult    | –    | – | –  | – | – | –  | –  | –  | – |
| 1995     | Svédország           | nem indult    | –    | – | –  | – | – | –  | –  | –  | – |
| 1999     | Egyesült Államok     | nem indult    | –    | – | –  | – | – | –  | –  | –  | – |
| 2003     | Egyesült Államok     | nem jutott be | –    | – | –  | – | – | –  | –  | –  | – |
| 2007     | Kína                 | nem jutott be | –    | – | –  | – | – | –  | –  | –  | – |
| 2011     | Németország          | nem jutott be | –    | – | –  | – | – | –  | –  | –  | – |
| 2015     | Kanada               | nem jutott be | –    | – | –  | – | – | –  | –  | –  | – |
| 2019     | Franciaország        | nem jutott be | –    | – | –  | – | – | –  | –  | –  | – |
| 2023     | Ausztrália Új-Zéland | nem jutott be | –    | – | –  | – | – | –  | –  | –  | – |
| Összesen | Összesen             | 0 / 9         |      | – | –  | – | – | –  | –  | –  | – |

### Európa-bajnoki szereplés
| Év       | Helyszín            | Eredmény      | Hely | M | Gy | D | V | Rg | Kg | Gk | P  |
| -------- | ------------------- | ------------- | ---- | - | -- | - | - | -- | -- | -- | -- |
| 1984     | –                   | nem indult    | –    | – | –  | – | – | –  | –  | –  | –  |
| 1987     | Norvégia            | nem indult    | –    | – | –  | – | – | –  | –  | –  | –  |
| 1989     | NSZK                | nem indult    | –    | – | –  | – | – | –  | –  | –  | –  |
| 1991     | Dánia               | nem indult    | –    | – | –  | – | – | –  | –  | –  | –  |
| 1993     | Olaszország         | nem indult    | –    | – | –  | – | – | –  | –  | –  | –  |
| 1995     | Németország         | nem indult    | –    | – | –  | – | – | –  | –  | –  | –  |
| 1997     | Norvégia Svédország | nem jutott be | –    | – | –  | – | – | –  | –  | –  | –  |
| 2001     | Németország         | nem jutott be | –    | – | –  | – | – | –  | –  | –  | –  |
| 2005     | Anglia              | nem jutott be | –    | – | –  | – | – | –  | –  | –  | –  |
| 2009     | Finnország          | nem jutott be | –    | – | –  | – | – | –  | –  | –  | –  |
| 2013     | Svédország          | nem jutott be | –    | – | –  | – | – | –  | –  | –  | –  |
| 2017     | Hollandia           | elődöntő      |      | 5 | 2  | 3 | 0 | 5  | 1  | +4 | 9  |
| 2022     | Anglia              | negyeddöntő   |      | 4 | 2  | 0 | 2 | 3  | 3  | 0  | 6  |
| Összesen | Összesen            | 2 / 13        |      | 9 | 4  | 3 | 2 | 8  | 4  | +4 | 15 |

### Olimpiai szereplés

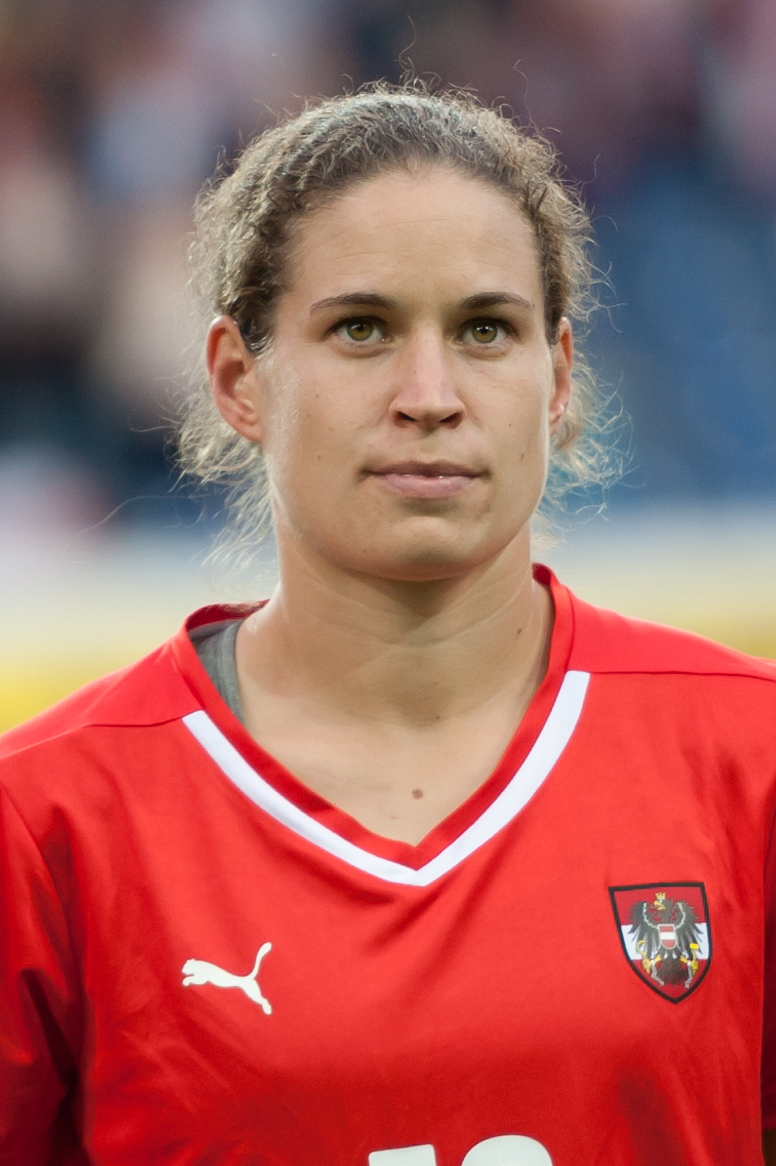
Nina Burger 53 találatával a válogatott legeredményesebb játékosa

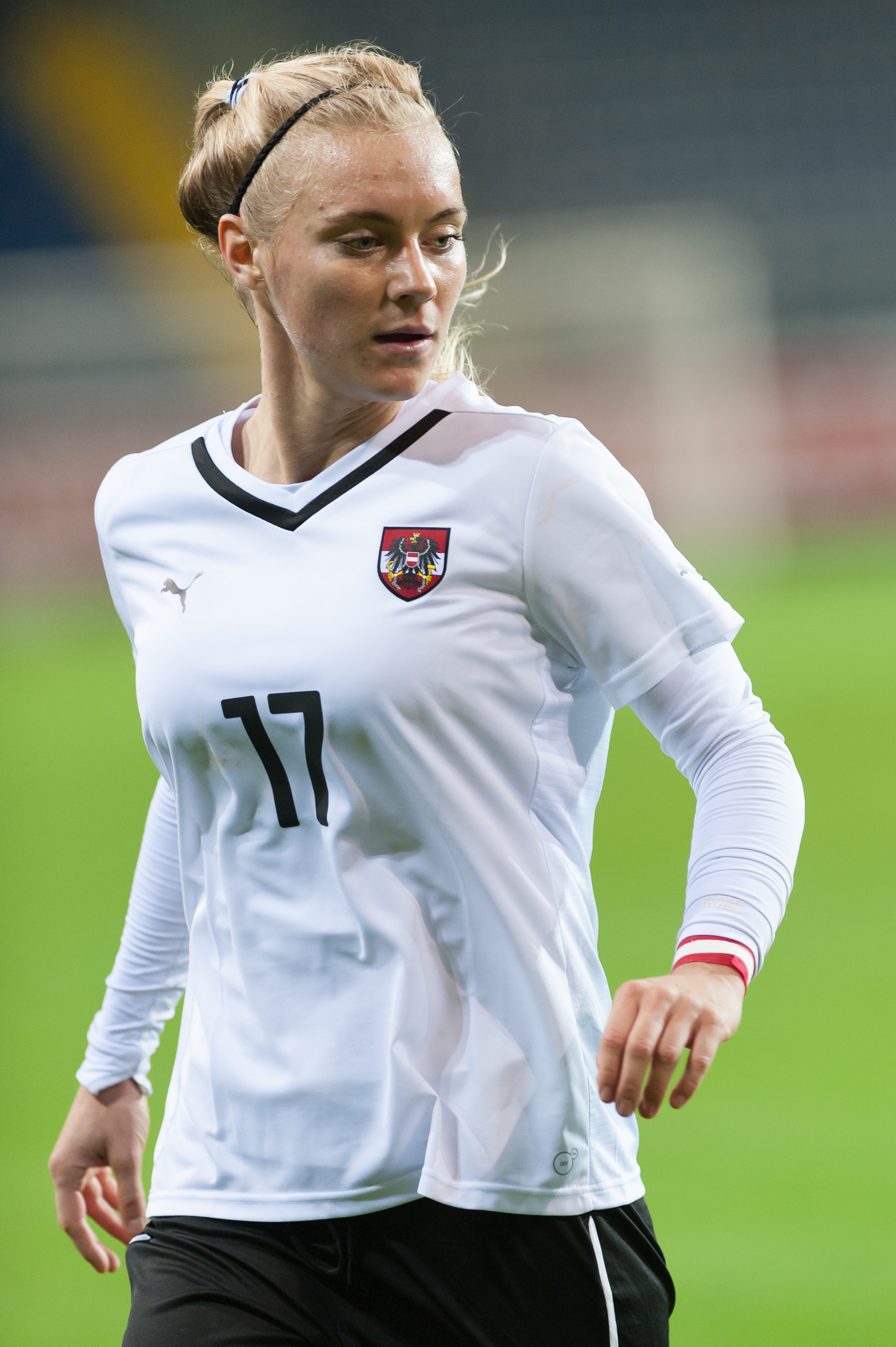
Sarah Puntigam a legtöbb mérkőzésen lépett pályára hazája színeiben

| Év       | Helyszín       | Eredmény      | Hely | M | Gy | D | V | Rg | Kg | Gk | P |
| -------- | -------------- | ------------- | ---- | - | -- | - | - | -- | -- | -- | - |
| 1996     | Atlanta        | nem indult    | –    | – | –  | – | – | –  | –  | –  | – |
| 2000     | Sydney         | nem indult    | –    | – | –  | – | – | –  | –  | –  | – |
| 2004     | Athén          | nem indult    | –    | – | –  | – | – | –  | –  | –  | – |
| 2008     | Peking         | nem jutott be | –    | – | –  | – | – | –  | –  | –  | – |
| 2012     | London         | nem jutott be | –    | – | –  | – | – | –  | –  | –  | – |
| 2016     | Rio de Janeiro | nem jutott be | –    | – | –  | – | – | –  | –  | –  | – |
| 2020     | Tokió          | nem jutott be | –    | – | –  | – | – | –  | –  | –  | – |
| Összesen | Összesen       | 0 / 7         |      | – | –  | – | – | –  | –  | –  | – |

## Játékoskeret
A 2023. áprilisában lejátszott  Belgium és  Csehország elleni barátságos mérkőzésekre kihirdetett keret.
A játékosok életkora, válogatottsági részvétele és válogatott találatai, valamint egyesülete 2023. április 11-i állapotnak megfelelően vannak feltüntetve.
| Szám | Poszt | Név                    | Születési dátum / Kor          | Válogatottság | Gólok | Klub                      |
| ---- | ----- | ---------------------- | ------------------------------ | ------------- | ----- | ------------------------- |
| 1    | K     | Manuela Zinsberger     | 1995. október 15. (27 éves)    | 88            | 0     | Arsenal                   |
| 21   | K     | Isabella Kresche       | 1998. november 28. (24 éves)   | 6             | 0     | Sassuolo                  |
| 23   | K     | Kristin Krammer        | 2002. május 24. (20 éves)      | 1             | 0     | 1. FC Köln                |
| 4    | V     | Celina Degen           | 2001. május 16. (21 éves)      | 8             | 2     | 1. FC Köln                |
| 7    | V     | Carina Wenninger       | 1991. február 6. (32 éves)     | 127           | 7     | Roma                      |
| 11   | V     | Marina Georgieva       | 1997. április 13. (25 éves)    | 26            | 0     | Paris Saint-Germain       |
| 12   | V     | Laura Wienroither      | 1999. január 13. (24 éves)     | 33            | 2     | Arsenal                   |
| 19   | V     | Verena Hanshaw         | 1994. január 20. (29 éves)     | 98            | 10    | Eintracht Frankfurt       |
| 24   | V     | Julia Magerl           | 2003. május 2. (19 éves)       | 3             | 1     | Sturm Graz                |
| 2    | KP    | Claudia Wenger         | 2001. május 6. (21 éves)       | 2             | 0     | St. Pölten                |
| 3    | KP    | Jennifer Klein         | 1999. január 11. (24 éves)     | 18            | 1     | St. Pölten                |
| 6    | KP    | Livia Brunmair         | 2003. március 14. (20 éves)    | 0             | 0     | First Vienna              |
| 8    | KP    | Barbara Dunst          | 1997. szeptember 25. (25 éves) | 68            | 10    | Eintracht Frankfurt       |
| 9    | KP    | Sarah Zadrazil         | 1993. február 19. (30 éves)    | 108           | 15    | Bayern München            |
| 10   | KP    | Laura Feiersinger      | 1993. április 5. (30 éves)     | 105           | 19    | Eintracht Frankfurt       |
| 13   | KP    | Lilli Purtscheller     | 2003. augusztus 12. (19 éves)  | 1             | 0     | Sturm Graz                |
| 14   | KP    | Marie-Therese Höbinger | 2001. július 1. (21 éves)      | 28            | 7     | FC Zürich                 |
| 16   | KP    | Annabel Schasching     | 2002. július 26. (20 éves)     | 9             | 1     | SC Freiburg               |
| 17   | KP    | Sarah Puntigam         | 1992. október 13. (30 éves)    | 133           | 19    | 1. FC Köln                |
| 20   | KP    | Katharina Naschenweng  | 1997. december 16. (25 éves)   | 42            | 6     | TSG Hoffenheim            |
| 5    | CS    | Eileen Campbell        | 2000. szeptember 17. (22 éves) | 4             | 1     | SCR Altach/FFC Vorderland |
| 15   | CS    | Nicole Billa           | 1996. március 5. (27 éves)     | 92            | 47    | TSG Hoffenheim            |
| 18   | CS    | Viktoria Pinther       | 1998. október 16. (24 éves)    | 20            | 1     | FC Zürich                 |
| 22   | CS    | Lisa Kolb              | 2001. május 4. (21 éves)       | 17            | 1     | SC Freiburg               |

| Szám | Poszt | Név                    | Születési dátum / Kor          | Válogatottság | Gólok | Klub                      |
| ---- | ----- | ---------------------- | ------------------------------ | ------------- | ----- | ------------------------- |
| 1    | K     | Manuela Zinsberger     | 1995. október 15. (27 éves)    | 88            | 0     | Arsenal                   |
| 21   | K     | Isabella Kresche       | 1998. november 28. (24 éves)   | 6             | 0     | Sassuolo                  |
| 23   | K     | Kristin Krammer        | 2002. május 24. (20 éves)      | 1             | 0     | 1. FC Köln                |
| 4    | V     | Celina Degen           | 2001. május 16. (21 éves)      | 8             | 2     | 1. FC Köln                |
| 7    | V     | Carina Wenninger       | 1991. február 6. (32 éves)     | 127           | 7     | Roma                      |
| 11   | V     | Marina Georgieva       | 1997. április 13. (25 éves)    | 26            | 0     | Paris Saint-Germain       |
| 12   | V     | Laura Wienroither      | 1999. január 13. (24 éves)     | 33            | 2     | Arsenal                   |
| 19   | V     | Verena Hanshaw         | 1994. január 20. (29 éves)     | 98            | 10    | Eintracht Frankfurt       |
| 24   | V     | Julia Magerl           | 2003. május 2. (19 éves)       | 3             | 1     | Sturm Graz                |
| 2    | KP    | Claudia Wenger         | 2001. május 6. (21 éves)       | 2             | 0     | St. Pölten                |
| 3    | KP    | Jennifer Klein         | 1999. január 11. (24 éves)     | 18            | 1     | St. Pölten                |
| 6    | KP    | Livia Brunmair         | 2003. március 14. (20 éves)    | 0             | 0     | First Vienna              |
| 8    | KP    | Barbara Dunst          | 1997. szeptember 25. (25 éves) | 68            | 10    | Eintracht Frankfurt       |
| 9    | KP    | Sarah Zadrazil         | 1993. február 19. (30 éves)    | 108           | 15    | Bayern München            |
| 10   | KP    | Laura Feiersinger      | 1993. április 5. (30 éves)     | 105           | 19    | Eintracht Frankfurt       |
| 13   | KP    | Lilli Purtscheller     | 2003. augusztus 12. (19 éves)  | 1             | 0     | Sturm Graz                |
| 14   | KP    | Marie-Therese Höbinger | 2001. július 1. (21 éves)      | 28            | 7     | FC Zürich                 |
| 16   | KP    | Annabel Schasching     | 2002. július 26. (20 éves)     | 9             | 1     | SC Freiburg               |
| 17   | KP    | Sarah Puntigam         | 1992. október 13. (30 éves)    | 133           | 19    | 1. FC Köln                |
| 20   | KP    | Katharina Naschenweng  | 1997. december 16. (25 éves)   | 42            | 6     | TSG Hoffenheim            |
| 5    | CS    | Eileen Campbell        | 2000. szeptember 17. (22 éves) | 4             | 1     | SCR Altach/FFC Vorderland |
| 15   | CS    | Nicole Billa           | 1996. március 5. (27 éves)     | 92            | 47    | TSG Hoffenheim            |
| 18   | CS    | Viktoria Pinther       | 1998. október 16. (24 éves)    | 20            | 1     | FC Zürich                 |
| 22   | CS    | Lisa Kolb              | 2001. május 4. (21 éves)       | 17            | 1     | SC Freiburg               |

### Bő keret
| Szám | Poszt | Név                 | Születési dátum / Kor          | Válogatottság | Gólok | Klub                      |
| ---- | ----- | ------------------- | ------------------------------ | ------------- | ----- | ------------------------- |
|      | K     | Mariella El Sherif  | 2004. szeptember 2. (18 éves)  | 0             | 0     | Sturm Graz                |
|      | K     | Vanessa Gritzner    | 1997. november 14. (25 éves)   | 0             | 0     | Sturm Graz                |
|      | K     | Andrea Gurtner      | 2001. február 1. (22 éves)     | 0             | 0     | Granadilla                |
|      | V     | Anna Bereuter       | 2001. november 27. (21 éves)   | 0             | 0     | SCR Altach/FFC Vorderland |
|      | V     | Lainie Fuchs        | 2004. január 4. (19 éves)      | 0             | 0     | St. Pölten                |
|      | V     | Sabrina Horvat      | 1997. július 3. (25 éves)      | 1             | 0     | SCR Altach/FFC Vorderland |
|      | V     | Valentina Kröll     | 2002. december 6. (20 éves)    | 0             | 0     | Sturm Graz                |
|      | V     | Sophie Maierhofer   | 1996. augusztus 9. (26 éves)   | 22            | 1     | Sturm Graz                |
|      | V     | Patricia Pfanner    | 2003. december 22. (19 éves)   | 0             | 0     | First Vienna              |
|      | V     | Yvonne Weilharter   | 2000. december 8. (22 éves)    | 6             | 0     | Austria Wien              |
|      | KP    | Lara Felix          | 2003. április 1. (20 éves)     | 2             | 0     | 1. FC Nürnberg            |
|      | KP    | Linda Natter        | 2005. május 12. (17 éves)      | 0             | 0     | SCR Altach/FFC Vorderland |
|      | KP    | Lena Triendl        | 2000. január 20. (23 éves)     | 0             | 0     | SCR Altach/FFC Vorderland |
|      | CS    | Melanie Brunnthaler | 2000. szeptember 28. (22 éves) | 0             | 0     | St. Pölten                |
|      | CS    | Annelie Leitner     | 1996. június 1. (26 éves)      | 1             | 0     | EdF Logroño               |

| Szám | Poszt | Név                 | Születési dátum / Kor          | Válogatottság | Gólok | Klub                      |
| ---- | ----- | ------------------- | ------------------------------ | ------------- | ----- | ------------------------- |
|      | K     | Mariella El Sherif  | 2004. szeptember 2. (18 éves)  | 0             | 0     | Sturm Graz                |
|      | K     | Vanessa Gritzner    | 1997. november 14. (25 éves)   | 0             | 0     | Sturm Graz                |
|      | K     | Andrea Gurtner      | 2001. február 1. (22 éves)     | 0             | 0     | Granadilla                |
|      | V     | Anna Bereuter       | 2001. november 27. (21 éves)   | 0             | 0     | SCR Altach/FFC Vorderland |
|      | V     | Lainie Fuchs        | 2004. január 4. (19 éves)      | 0             | 0     | St. Pölten                |
|      | V     | Sabrina Horvat      | 1997. július 3. (25 éves)      | 1             | 0     | SCR Altach/FFC Vorderland |
|      | V     | Valentina Kröll     | 2002. december 6. (20 éves)    | 0             | 0     | Sturm Graz                |
|      | V     | Sophie Maierhofer   | 1996. augusztus 9. (26 éves)   | 22            | 1     | Sturm Graz                |
|      | V     | Patricia Pfanner    | 2003. december 22. (19 éves)   | 0             | 0     | First Vienna              |
|      | V     | Yvonne Weilharter   | 2000. december 8. (22 éves)    | 6             | 0     | Austria Wien              |
|      | KP    | Lara Felix          | 2003. április 1. (20 éves)     | 2             | 0     | 1. FC Nürnberg            |
|      | KP    | Linda Natter        | 2005. május 12. (17 éves)      | 0             | 0     | SCR Altach/FFC Vorderland |
|      | KP    | Lena Triendl        | 2000. január 20. (23 éves)     | 0             | 0     | SCR Altach/FFC Vorderland |
|      | CS    | Melanie Brunnthaler | 2000. szeptember 28. (22 éves) | 0             | 0     | St. Pölten                |
|      | CS    | Annelie Leitner     | 1996. június 1. (26 éves)      | 1             | 0     | EdF Logroño               |

## Lásd még
- Osztrák labdarúgó-válogatott